# قلندر
قلندران جماعتی از صوفیه ملامتی بوده‌اند که ملامت نفس و عدم تظاهر به آداب و رسوم اجتماعی و مذهبی را تا مرز بی‌قیدی و تخریب عادات کشاندند.
قلندریه در حدود قرن هفتم هجری در خراسان، هند، شام و بعضی بلاد دیگر شهرت و فعالیت داشته‌اند. البته سابقهٔ قلندریه از قرن هفتم فراتر می‌رود؛ اما اوج شهرت آنان در این زمان بوده‌است.
قلندران معمولاً دلقی سبزرنگ از جنس پشم می‌پوشیده و موی سر و ریش و سبیل (و حتی بعضی از آنان ابروی) خود را می‌تراشیده‌اند. ابن بطوطه سبب مبادرت قلندران به تراشیدن ابرو را به شیخ جمال‌الدین ساوجی نسبت می‌دهد که برای رهایی از دام گناهی که زنی برایش گسترده بود، چنین کرد. از این رو مریدانش نیز این کار را مرسوم کردند.
جمال الدین از جمله بزرگان معروف این فرقه در اواخر قرن ششم بود. یکی از مریدان وی به نام محمد بلخی رسم جولق پوشی را به رسوم قلندریه افزود. در قرون بعد این طریقت به وسیله سید جلال‌الدین ثانی، معروف به مخدوم جهانیان (۷۸۵–۷۰۷) در هند و نقاط دیگر رواج یافت.

## وجه تسمیه
به گفته منابع قدیم و جدید، واژهٔ قلندر از کلمه فارسی کلاندر (به معنی بزرگ‌تر و مهتر) گرفته شده‌است.آنچه مسلّم است و شواهد مکرر نشان می‌دهد، کلمه قلندر در آغاز به معنی مکان تجمع اعضاء این فرقه از تصوف بوده که آنان را قلندری می‌خوانده‌اند. لغت قلندر از قرن ششم به بعد به معنی شخص به کار رفته‌است.
ظاهراً قدیمی‌ترین مورد به‌کارگیری لغت قلندری در ادبیات فارسی رباعی ذیل باشد که احتمالاً در اواخر قرن چهارم یا حتی قبل از آن سروده شده‌است:
| من دانگی و نیم داشتم حبهٔ کم        |  | دو کوزه نبی خریده‌ام پارهٔ کم |
| بر بربط من نه زیر مانده‌است و نه بم |  | تا کی کوی قلندری و غم غم    |

باباطاهرهمدانی، قلندر را در معنی شخص به کار برده‌است:
| مو آن پیرم که نامُم بی قلندر |  | نه خانُم بی نه‌مانُم بی نه لنگر |
| رو همّه رو ورآیم گرد گیتی    |  | شو درآیه و او سنگی نهم سر    |

سیدای نسفی از نمد پوشی قلندران یاد کرده‌است:
| قلندرمشربم با اهل دنیا رو نمی‌آرم |  | گهی چون آینه عریانم و گاهی نمدپوشم |

همچنین از کلاه نمد و تخته‌پوست سخن گفته‌است:
| با کلاه نمد و صورت رنگین امروز  |  | خامه موی در این شهر قلندر باشد |
| تندی مکن که جرم تو بسیار دیده‌ام |  | چون تخته‌پوست در ته پای قلندران |

.... دیگر زینل‌نام قلندری است… از کلاه نمد و پوست تخت به هوس افسر و سریر و از جریده و شاخ نفیر به فکر علم و نفیر افتاده و از چادر قلندری پا به خرگاه دارایی سلطنت گذاشت.
آرمینیوس وامبری در سیاحت‌نامه خود از قلندرخانه‌های قوجه و خیوه و خوقند یاد کرده‌است:
.... در حینی که رفقا سر فرصت مشغول معاملات خود بودند، من به قلندرخانه‌ای که در مقابل تنها دروازهٔ شهر (شوراخان) واقع است، مراجعت کردم و در آنجا چند درویش را دیدم که از فرط استعمال افیون به صورت یک پارچه استخوان درآمده بودند.
عزم آن دارم که امشب نیم مست
پای کوبان کوزهٔ دردی به دست
سر به بازار قلندر در نهم
پس به یک ساعت ببازم هرچه هست

## ضرب‌المثل
- از قلندر هویی، از خرس مویی
- شب دراز است و قلندر بیدار
- یک مویز و چهل قلندر
- نه هر که سر تراشد، قلندری داند

## شعر
- اقبال لاهوری

| قلندر جره‌باز آسمانها       |  | به بال او سبک گردد گرانها |
| فضای نیلگون نخجیرگاهش      |  | نمی‌گردد به گرد آشیانها    |
| قلندر میل تقریری ندارد     |  | بجز این نکته اکسیری ندارد |
| از آن کشت خرابی حاصلی نیست |  | که آب از خون شبگیری ندارد |

- امیرخسرو دهلوی

| می مغانه به رسم قلندر آر و ببین   |  | که ماه روزه و وقت نماز آدینه است   |
| قلندر گر شراب تلخ نوشد            |  | به از صوفی که حلواخوار باشد        |
| زاهد ما دوش باز در ره بت پا نهاد  |  | دین قلندر گرفت خانهٔ یغما نهاد      |
| رسم قلندر خوش است بی‌سر و پا زیستن |  | کار جهان را کسی چون سر و پایی ندید |
| شد آنکه پای مرا بوسه می‌زند اوباش  |  | بیار باده که گشتم قلندر و قلاّش     |
| تا دامن از بساط جهان درکشیده‌ایم   |  | رخت خرد به کوی قلندر کشیده‌ایم      |

- امیر معزی

| بر سیرت قلندریانم ز بیم آنک |  | مستم ز عشق و راه قلندر همی‌زنم |
| لیکن مرا کسی نشناسد قلندری  |  | چون پیش صدر دنیی ساغر همی‌زنم  |

. بابا طاهر عریان
- اوحدالدین مراغه‌ای

| تا قلندر نشوی راه نیابی به نجات       |  | در سیاهی شو اگر می‌طلبی آب حیات         |
| موی بتراش و کفن ساز تنت را از موی     |  | تا در این عرصه نگردی تو به هر مویی مات |
| صفات قلندر نشان برنگیرد               |  | صفات تجرد بیان برنگیرد                 |
| باز قلندر شدیم خانه برانداختیم        |  | عشق نوایی بزد خرقه درانداختیم          |
| بدین ریش تراشیده قلندر کی شوی؟ چون تو |  | جوالی موی در پوشی و مشتی پشم بتراشی    |
| چون قلندر مباش لوت‌پرست                |  | کاسه از معده کرده کفچه ز دست           |

- انوری ابیوردی

| ای پسر مذهب قلندر گیر    |  | که در او دین و کفر یکسان است |
| خویشتن بر طریق ایشان بند |  | که طریقت طریق ایشان است      |

- بیدل دهلوی

| ناخدا! لنگر تدبیر به طوفان افکن |  | کشتی خویش قلندر به کمر برزده است |
| از دلق گشودیم معمای قلندر       |  | پوشیدگی این اسن که کس ژنده ندارد |
| اگر کشتی آسمان غرق گردد         |  | قلندر ندارد غم ناخدایی           |

- حافظ

| وقت آن شیرین قلندر خوش که در اطوار سیر |  | ذکر تسبیح ملک در حلقهٔ زنار داشت |
| هزار نکتهٔ باریک‌تر ز مو اینجاست         |  | نه هر که سر بتراشد، قلندری داند |
| سوی رندان قلندر به ره‌آورد سفر          |  | دلق بسطامی و سجادهٔ طامات بریم   |
| از این مزوجه و خرقه نیک در تنگم        |  | به یک کرشمهٔ صوفی‌وشم قلندر کن    |
| بر در میکده رندان قلندر باشند          |  | که ستانند و دهند افسر شاهنشاهی  |

- حزین لاهیجی

| رندان قلندروش از بزم برون رفتند |  | محفل چو شود خالی خاموش و خراب اولی |

- خاقانی

| شهری غریب دشمن و یاری غریب حسن      |  | اینجا چه جای غم‌زدگان قلندر است     |
| الصبوح ای دل که ما بزم قلندر ساختیم |  | چون مغان از قلهٔ می قبله‌ای برساختیم |
| دست‌گیر آفتاب را چون صبح             |  | در سماع خوش قلندر کش               |

- خواجوی کرمانی

| دست در دامن رندان قلندر زده‌ایم |  | زآنکِ رندی و قلندرصفتی پیشهٔ ماست |

- سعدی

| پسر کو میان قلندر نشست   |  | پدر گو ز خیرش فروشوی دست      |
| دریغش مخور بر هلاک و تلف |  | که پیش از پدر، مُرده به، ناخلف |

- سلمان ساوجی

| کی در دِماغ عاشق سودای عقل گنجد         |  | آری سر قلندر دستار برنتابد          |
| به قلندری ملامت چه کنی منِ گدا را؟      |  | که سکندر ار به کوی تو رسد قلندر آید |
| با تو تا مویی ز هستی هست، هستی در حجاب |  | بر سر کویش قلندروار می‌باید شدن      |

- سنایی غزنوی

| دین زردشتی و آیین قلندر چند؟ چند؟   |  | توشه باید ساختن مر راه جان‌آویز را |
| در خرابات قلندر گر تو را مأواستی    |  | من نشیمن در خرابات قلندر دارمی    |
| چند گویی از قلندر وز طریق و رسم او؟ |  | یا حدیث او فرو نه یا قلندروار باش |
| هر کو به جهان راه قلندر گیرد        |  | باید که دل از کون و مکان برگیرد   |
| در راه، قلندری مهیا باید            |  | آلودگی جهان نه در بر گیرد         |
| جز راه قلندر و خرابات مپوی          |  | جز باده و جز سماع و جز یار مجوی   |

- سیف فرغانی

| از می‌عشقت چو من گر بخورد جرعه‌ای |  | زاهد پرهیزگار رند و قلندر شود |

- شاه‌نعمت‌اللّه ولی

| چون مذهب قلندر، رندی و عاشقی است |  | رندانه ما طریق قلندر گرفته‌ایم |

- شهریار

| ای زیارتگه رندان قلندر برخیز |  | توشهٔ من همه در گوشهٔ انبانهٔ توست |

- شیخ کمال خجندی

| ما رند و قلندرصفت و عاشق و مستیم |  | معذور توان داشت اگر توبه شکستیم |

- صائب تبریزی

| می‌کند از پیکر بستان لباس عاریت     |  | برگ‌پوشان را قلندر می‌کند فصل خزان     |
| جبه و دستار می‌خواهیم ما بیرون بریم |  | از خراباتی که صد قارون، قلندر بازگشت |

- عبید زاکانی

| همچو عبید ما را دریوزه عار ناید |  | در مذهب قلندر عارف گدا نباشد |

- عطار نیشابوری

| عزم آن دارم که امشب نیم‌مست |  | پای‌کوبان شیشهٔ دُردی به دست     |
| سر به بازار قلندر برنهم    |  | تا به یک ساعت ببازم هر چه هست |

- سید خلیل عالی نژاد

| از تن بی سر چه ترسانی مرا |  | من قلندرزاده‌ام، داد از فراق |

- سید ابوالقاسم نباتی

| تاج نمد برسرم دیده، حقیرم مبین |  | عشق قلندر کند بس شه و شهزاد را |